# Chikuma-klasse
De Chikuma-klasse (Japans: 筑摩型防護巡洋艦 ‚ Chikuma-gata bōgojun'yōkan‘) was een klasse voor de laatste pantserdekschepen van de Japanse Keizerlijke Marine. pantserdekschepen waren deel van de Japanse vloot expansie na de Russisch-Japanse oorlog. De schepen waren aangepast op basis van opgedane oorlogservaringen.

## Achtergrond
De Chikuma-klasse pantserdekschepen werden gedurende 1907 besteld (samen met de Kongō-klasse slagkruisers), als onderdeel van het Japanse expansieplan voor de marine. Het doel was een snelle vloot volgens de nieuwste technologieën.

## Ontwerp
Het ontwerp van de Chikumaklasse is grotendeels afgeleid van de Town-klasse lichte kruisers van de Britse marine en van de Japanse kruiser Tone. Het silhouet van de Chikumaklasse was gemakkelijk te onderscheiden vanwege de vier schoorstenen. In tegenstelling tot wat in diverse populaire publicaties wordt beweerd, was het pantser van de Chikumaklasse vergelijkbaar met de Toneklasse, een pantserdekkruiser, zonder gepantserde gordel. De Chikumaklasse kruisers waren de eerste turbine aangedreven kruisers binnen de Japanse marine, die de schepen veel hogere snelheden opleverden dan eerdere cruiserontwerpen.  Chikuma  en  Hirado  gebruikten de nieuw ontwikkelde Curtiss-turbines, waarmee ze een geschatte topsnelheid van 26 knopen kregen. Tijdens snelheidsonderzoeken behaalden ze respectievelijk 26,83 en 26,87 knopen.  Yahagi  is gebouwd met een stoomturbinemotor en behaalde 27,14 knopen tijdens snelheidscontroles. Hoewel de klasse zijn doel van hoge snelheid behaalde, leidde de nieuwe technologie van de motoren tot veel problemen met materiaalsterkte, vermoeidheid en onderhoudsproblemen.
Qua bewapening was de Chikumaklasse uniek in het gebruik van één kaliber kanon als hoofdgeschut. De klasse was bewapend met acht 150mm kanonnen, een voor en achter en drie gemonteerd aan beide zijkanten. Deze kanonnen werden aangevuld met vier 76,2mm kanonnen en twee Lewis guns. Ook was elk schip uitgerust met drie torpedobuizen met 457mm torpedo's. Na 1919 werd er op ieder schip twee luchtafweersystemen geplaatst van 80 mm.

## Inzet
Alle schepen van de klasse hebben dienst gedaan in de Eerste Wereldoorlog. Yahagi en Hirado hebben dienst gedaan in de Tweede Chinees-Japanse Oorlog en gedurende de eerste maanden van de Tweede Wereldoorlog. Chikuma is op 1 april 1931 uit dienst gegaan en doelschip geweest tot 1935. Yahagi en Hirado zijn op 1 april 1940 uit dienst gegaan. Hun romp heeft tot 1943 gediend als kazerne.

### Boeken
- Gardner, Robert (19851985). Conway's All the World's Fighting Ships, 1906–1921.. ISBN 0-85177-245-5.
- Evans, David C. (19972012). Kaigun: Strategy, Tactics, and Technology in the Imperial Japanese Navy, 1887-1941. Naval Institute Press, Annapolis, MD. ISBN 0-87021-192-7.
- Howarth, Stephen (1983). The Fighting Ships of the Rising Sun: The Drama of the Imperial Japanese Navy, 1895-1945. Atheneum. ISBN 0-689-11402-8.
- Jentsura, Hansgeorg (1976). Warships of the Imperial Japanese Navy, 1869-1945. Naval Institute Press, Annapolis, MD. ISBN 0-87021-893-X.
- Schencking, J. Charles (2005). Making Waves: Politics, Propaganda, And The Emergence Of The Imperial Japanese Navy, 1868-1922. Stanford University Press. ISBN 0-8047-4977-9.
- Tucker, Spencer C (2005). Encyclopedia Of World War I: A Political, Social, And Military History. ABC-Clio Inc. ISBN 1-85109-420-2.